# Acusaciones de guerra biológica en la guerra de Corea
Los gobiernos de la República Popular China, la Unión Soviética y la República Popular Democrática de Corea acusaron a las fuerzas armadas de Estados Unidos de realizar guerra biológica durante la guerra de Corea. El gobierno de Estados Unidos y sus aliados denunciaron estas acusaciones como un montaje.

## Acusaciones

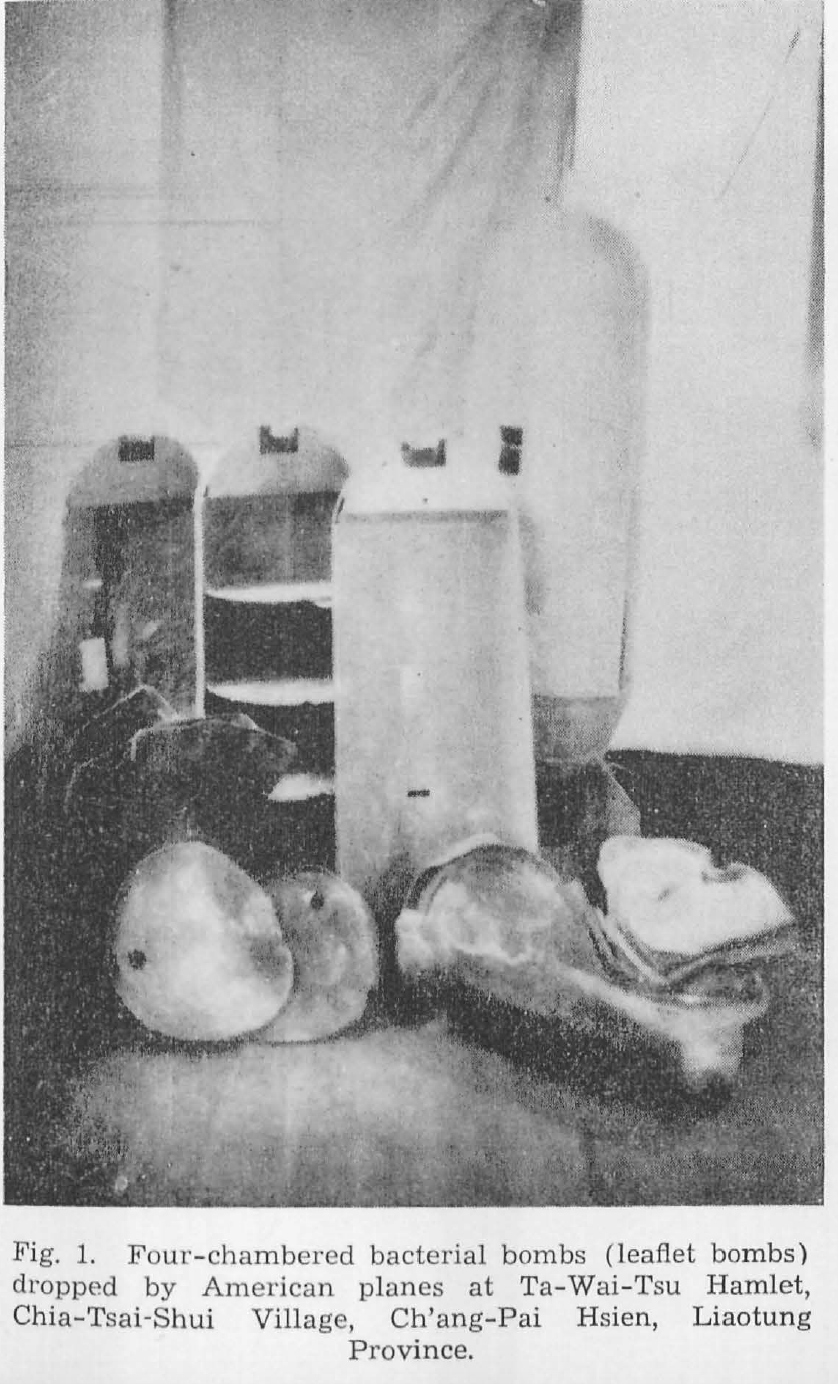
Imagen de una bomba bacteriofaga estadounience del 1942.

Durante el año 1951 el bando comunista realizó acusaciones de la realización de guerra biológica, pero estas no fueron continuadas. El grupo simpatizante comunista llamado "Asociación Internacional de Abogados Demócratas" publicitaron estas acusaciones en el "Informe de los Crímenes de Estados Unidos en Corea".
El 28 de enero de 1952, los cuarteles generales del Ejército Popular de Voluntarios chino recibieron un informe sobre un brote de viruela en el sureste de Incheon. Entre febrero y marzo de 1952, llegaron más informes con brotes de la enfermedad en el área de Chorwon, Pionyang, Kimhwa e incluso Manchuria. Los chinos se preocuparon más cuando 13 soldados coreanos y 16 soldados chinos contrajeron cólera y peste, mientras que otros 44 recientemente muertos dieron positivo para meningitis. Aunque los chinos y los norcoreanos no supieron exactamente como los soldados contrajeron esas enfermedades, pronto las sospechas se dirigieron hacia los estadounidenses.
El 22 de febrero de 1952, el ministro de Relaciones Exteriores de Corea del Norte hizo una acusación formal indicando que los aviones estadounidenses habían estado dejando caer insectos infectados sobre Corea del Norte. Esto fue inmediatamente negado por el Gobierno de Estados Unidos. La acusación fue apoyada por el periodista australiano Wilfred Burchett y por las confesiones de aviadores estadounidenses capturados. También los comunistas acusaron al brigadier general estadounidense Crawford Sams de haber realizado una misión secreta detrás de las líneas en Wonsan en el año 1951, con el propósito de probar armas biológicas. Por el contrario, este dijo que él realmente había estado investigando un brote de plaga bubónica.
Cuando la Cruz Roja Internacional y la Organización Mundial de la Salud descartaron la guerra biológica, el gobierno chino lo denunció como una decisión con sesgo pro occidental y arregló que fuera realizada una investigación por parte del Consejo Mundial de la Paz. El Consejo Mundial de la Paz organizó una Comisión Científica Internacional para los Hechos Relacionados con la Guerra Bacteriológica en China y Corea. En esta comisión participaron varios destacados científicos, incluyendo al renombrado bioquímico y sinologista británico Joseph Needham. Los hallazgos de la comisión también incluyeron testigos y testimonios de doctores así como de cuatro prisioneros de guerra estadounidenses quienes confirmaron el uso estadounidense de guerra bacteriológica. Su informe final, realizado el 15 de septiembre de 1952, fue que las acusaciones eran verdaderas, que de hecho Estados Unidos había estado experimentando con armas biológicas.
El periodista John W. Powell fue acusado por sedición por el gobierno de Estados Unidos por haber repetido la acusación.

## Contrademandas
Estados Unidos y sus aliados respondieron describiendo las acusaciones como un montaje. Cuando fueron liberados los prisioneros de guerra estos repudiaron sus confesiones y dijeron que estas habían sido obtenidas por medio de la tortura.
Un periodista australiano, Denis Warner, fue tan lejos como sugerir que la historia había sido inventado por el periodista australiano Wilfred Burchett como parte de su presunto rol como un agente provocador de la KGB. Warner señaló la similitud entre las acusaciones y un cuento de ciencia ficción escrito por Jack London, uno de los autores favoritos de Burchett. Sin embargo, la noción de que Burchett invento el "montaje" había sido refutada decisivamente por uno de sus críticos más acérrimos, Tibor Méray.
Méray trabajó como corresponsal para la Hungría comunista durante la guerra pero huyó del país luego del fracasado levantamiento del año 1956. Ahora un firme anticomunista, él confirmó que había visto montones de moscas caminando sobre el hielo. Méray argumentó que la evidencia fue el resultado de una elaborada conspiración: "De alguna forma estas moscas fueron traídas allí ... este trabajo debió haber sido realizado por una gran red que abarcaba toda Corea del Norte".

## Medidas para prevenir epidemias
Investigaciones recientes han indicado que, sin importar la precisión de las acusaciones, los chinos y norcoreanos actuaron como si estas hubieran sido reales. Después de enterarse de los brotes, Mao Zedong solicitó inmediatamente asistencia a los soviéticos para la prevención de epidemias, mientras que Departamento de Logística General del Ejército Popular de Liberación fue movilizado para una guerra antibacteriológica. En el campo de batalla coreano, pronto fueron organizados cuatro centros de investigación para la guerra antibacteriológica, mientras que se enviaron aproximadamente 5,8 millones de dosis de vacunas y 200 000 máscaras antigás a las tropas en el frente de combate. Dentro de China, fueron instalas 66 estaciones de cuarentena a lo largo de las fronteras de China, mientras que aproximadamente 5 millones de chinos en Manchuria fueron vacunados. También el gobierno chino inició la "Campaña Patriótica de Prevención de Epidemias y de Salud" y le ordenó a cada ciudadano matar a moscas, mosquitos y pulgas. Estas medidas de prevención de epidemias pronto resultaron en un mejoramiento de la salud de los soldados comunistas en el campo de batalla coreano.
Además de la evidencia encontrada en los archivos chinos está el relato realizado por Tibor Méray como testigo independiente de esta "campaña de salud pública sin precedentes".

## Evaluación posterior
Historiadores posteriores han ofrecido otras explicaciones de estos brotes epidémicos durante la primavera del año 1952. Por ejemplo, se ha destacado que la época de primavera es usualmente un tiempo de surgimiento de epidemias en China y Corea del Norte, y que años de guerra también habían provocado una descomposición en el sistema de salud coreano. Los historiadores han argumentado que bajo estas circunstancias, fácilmente las epidemias podrían haberse expandido a través de las poblaciones militares y civiles dentro de Corea.
Más recientemente otros han revivido las acusaciones de guerra biológica. En el año 1998, Stephen Endicott y Edward Hagermann, afirmaron que las acusaciones eran verdaderas, en su libro The United States and Biological Warfare: Secrets from the Early Cold War and Korea. El libro recibió críticas mixtas, algunos lo llamaron "mala historia" y "pésimo", mientras que otros alabaron el caso que los autores armaron. Para contrarrestas estas renovadas acusaciones, Kathryn Weathersby y Milton Leitenberg del Proyecto de Historia Internacional de la Guerra Fría en el Centro Internacional para Académicos Woodrow Wilson hicieron público un conjunto de documentos soviéticos y chinos en el año 1998 con la intención de mostrar que la acusación norcoreana fue una elaborada campaña de desinformación.
La posición oficial del gobierno chino es que la guerra biológica fue una amenaza real y que ellos reaccionaron apropiadamente para prevenir que una seria epidemia se esparciera por Corea del Norte y China.
El historiador australiano Gavan McCormack ha argumentado que la acusación está "alejada de ser inherentemente implausible" y ha destacado que uno de los prisioneros de guerra que había confesado, el coronel Walker Mahurin, estaba de hecho asociado con el Fort Detrick en Maryland, una instalación de investigación de armas biológicas. El autor Simon Winchester ha concluido que la KGB estaba escéptica de las acusaciones pero que el líder de Corea del Norte Kim Il-sung las creyó. Winchester cree que la pregunta "aún no ha sido respondida en forma satisfactoria".